# فهد بن عبد العزيز بن معمر
الأمير فهد بن عبد العزيز بن فهد بن معمر محافظ مدينة الطائف سابقا. ولد فهد في مدينة الطائف في شهر ذي القعدة عام 1362هـ.

## النشأة والتعليم
هو ابن الأمير عبد العزيز بن فهد بن معمر. وشقيق الدكتور عبد الله بن عبد العزيز بن معمر وزير الزراعة والمياه السعودي السابق والدكتور محمد بن عبد العزيز بن معمر عضو مجلس الشورى ووكيل وزارة النقل السابق. وشقيق الأميرة طرفة بنت عبد العزيز بن فهد بن معمر والدة الأميرة لؤلؤة بنت الملك فهد بن عبد العزيز آل سعود.
نشأ الأمير فهد في الطائف وتعلم في مدارس النموذجيه التي افتتحها الملك فيصل و درس الابتدائية والمتوسطة والثانوية، ثم ابتعث للولايات المتحدة الأمريكية، فأنهى دراسته الجامعية من كاليفورنيا عام 1968م الموافق لعام 1388هـ وحصل على ماجستير علوم سياسية، ثم عمل بعد تخرجه في الملحقية العسكرية السعودية في الولايات المتحدة. وفي جمادي الأولى عام 1395هـ استقال وعاد إلى السعودية للبقاء بجانب والده الأمير عبد العزيز بن فهد بن معمر أثناء مرضه، ثم عين أميراً للطائف في الثامن عشر من جمادي الأولى عام 1406هـ، تقاعد عام 2016م، وله عدد من الأولاد الذكور هم : فيصل و اللواء طيار ركن سعود وخالد ومحمد وعبد العزيز ونواف وعبد الله وسلطان.